# Терра (спутник)
Терра (EOS AM-1) — транснациональный научно-исследовательский спутник на солнечно-синхронной орбите вокруг Земли, действующий под руководством агентства НАСА. Имя «Терра» происходит от латинского названия Земли.

## Миссия
Терра несёт на борту пять дистанционных зондов для наблюдения за окружающей средой и изменениями климата.
- ASTER[3], японский зонд, фотографирующий Землю с высоким разрешением в 15 диапазонах электромагнитного спектра, от видимого до инфракрасного излучения. С разрешением от 15 до 90 метров, изображения ASTER используются для создания подробных карт температуры поверхности Земли, излучательной способности (emissivity), отражательной способности и высоты.
- CERES, радиометр.
- MISR, 9 цифровых фотоаппаратов, приспособленных для измерения солнечного излучения, отражаемого Землёй (как поверхностью, так и атмосферой) в различных направлениях и диапазонах спектра.
- MODIS[4], фотографирующий в 36 диапазонах спектра, с длиной волны от 0,4 мкм до 14,4 мкм и разрешением от 250 м до 1 км. Предназначен для наблюдения за глобальной динамикой планеты Земли (изменения облачности, радиационный баланс и процессы, происходящие в океанах, на суше, и в нижних слоях атмосферы.
- MOPITT[5], наблюдающий за характером загрязнения атмосферы.

Данные со спутника помогают учёным понимать распространение загрязнения вокруг мира. Инструменты Терра были использованы в научных работах, исследующих тенденции в глобальном загрязнении угарным газом и аэрозолем. Данные, собранные спутником, станут в конечном счёте новым, 15-летним глобальным банком данных.

## Изображения
- Данные от прибора ASTER натянуты на трёхмерную модель Этны.
- MOPITT: угарный газ в марте 2010.
- MODIS видит колонны пепла, извергаемые вулканом Шивелуч и Ключевской Сопкой.
- Солнечное затмение 1 августа 2008 года над Россией, Норвегией и Северным Ледовитым океаном.
- MODIS: Последствия европейских зимних бурь 2009–2010 в Великобритании.